# Пиньоло, Джованни Баттиста Джентиле
Джованни Баттиста Джентиле Пиньоло (итал. Giovanni Battista Gentile Pignolo; Генуя, 1525 — Генуя, 1595) — дож Генуэзской республики.

## Биография
Джованни Баттиста родился в Генуе в 1525 году. Он был представителем благородной генуэзской семьи Пиньоло, к началу XVI века считавшейся авторитетной и состоятельной, что позволило ее членам породниться в 1528 году с древней генуэзской семьей Джентиле. 
Джованни Баттиста был избран дожем 19 октября 1577 года. Во время своего пребывания в должности ему приходилось иметь дело, среди прочих событий, с новой эпидемией чумы, которая поразила регион Савиньоне (владения семьи Фиески), а затем быстро распространилась до Понтедецимо, в долине Польчевера, далее по прибрежным городам. Дож пытался остановить эпидемию, для чего занимал деньги у Банка Сан-Джорджо для финансирования медицинских служб.
После окончания мандата 19 октября 1579 года Джованни Баттиста был назначен пожизненным прокурором. Он умер в Генуе в 1595 году, и его тело было погребено в уже не существующей церкви Сан-Доменико.